# Graaf Tel
Graaf Tel, veelal de Graaf genoemd, is een van de Muppet-personages van Sesamstraat. Hij is een vampier. Het poppenspel en de originele Engelstalige stem werden verzorgd door Jerry Nelson, de stem van de Nederlandse Graaf Tel is van Wim T. Schippers.

## Kenmerken
Het doel van de Graaf is om kinderen eenvoudige wiskundige concepten te leren, in het bijzonder tellen. De Graaf heeft een compulsieve liefde voor tellen (aritmomanie): hij wil elk en ieder ding tellen, ongeacht grootte, hoeveelheid, of hoeveel ergernis hij daarmee bij andere Muppets veroorzaakt.
De Graaf lijkt sterk op Graaf Dracula. Hij spreekt met een Duits accent en heeft grote puntige hoektanden. Ook vliegen er vaak vleermuizen om hem heen. Hij gedraagt zich echter in de meeste opzichten niet als een stereotiepe vampier. Zo is hij aardig en kan tegen zonlicht. Dat is in overeenstemming met het principe van Sesamstraat dat de personages niet afschrikwekkend mogen zijn.
Volgens het boek 'Sesame Street Unpaved' is Graaf Tel geboren op 9 oktober en is hij 1.832.654 jaar oud.

## Andere namen
- In de oorspronkelijke Engelstalige versie van het kinderprogramma, Sesame Street, heet hij Count Von Count. Dit is een woordspeling met het Engelse count, wat zowel graaf als tellen betekent.
- In de Spaanstalige versie Plaza Sésamo is de naam van de Graaf El Conde Contar.
- In de Duitse versie Sesamstraße is zijn naam Graf Zahl.